# Корнелио Малатеста ди Таламело
Корнелио Малатеста ди Соляно или Корнелио Малатеста ди Таламело (* 1584, Римини; † 1633, пак там) е граф на Таламело и господар на Сегуно, Пратолина, Руфиано, Мелето, Сапето, Чиня, Букио, Монтегуиди, Поцуоло Валендзера, Сасета и Соазия.

## Произход
Той е син на Рамберто IV Малатеста ди Соляно (* 1560, † 1615), суверенен граф на Соляно през 1591 г. (през 1593 г. заедно с братовчед си Семпронио), граф на Пондо (през 1593 г. отстъпва 1/2 на Семпронио), граф на Таламело, граф на 1/2 от Сан Джовани ин Галилея, владетел на Монтеджели, Ронтаняно, Савиняно ди Риго, Пиетра дел'Узо, Монтепетра, Сегуно, Пратолина, Руфиано, Мелето, Сапето, Чиня, Букио, Поцуоло Валендзера, Сасета и Соазия, на 1/3 от Спинело и Стригара, и на съпругата му Мария Герарди. Негови дядо и баба по бащина линия са Корнелио Малатеста ди Сан Джовани, граф на Сан Джовани ин Галилея и капитан на Венеция, и на съпругата му Батиста Бернардини.
Има трима братя и две сестри:
- Анджола, съпруга на Франческо Дуранти
- Акиле
- Александро
- Малатеста
- Изабела († 1661), наследница на Графство Таламело, съпруга на Алесандро Бентивольо, на когото дава графството.

## Биография
Наследява баща си през 1615 г., но е обявен за лишен от владение на Сан Джовани ин Галилея, Соляно, Монтеджели, Ронтаняно, Савиняно ди Риго, Пиетра дел'Узо, Монтепетра, Спинело и Стригара, защото са били предоставени на Рамберто Новело II Малатеста ди Соляно за три поколения.

## Потомство
Има един извънбрачен син:
- Джовани Баптиста.

|  | Тази страница частично или изцяло представлява превод на страницата Corneli Malatesta de Talamello в Уикипедия на каталонски. Оригиналният текст, както и този превод, са защитени от Лиценза „Криейтив Комънс – Признание – Споделяне на споделеното“, а за съдържание, създадено преди юни 2009 година – от Лиценза за свободна документация на ГНУ. Прегледайте историята на редакциите на оригиналната страница, както и на преводната страница, за да видите списъка на съавторите. ВАЖНО: Този шаблон се отнася единствено до авторските права върху съдържанието на статията. Добавянето му не отменя изискването да се посочват конкретни източници на твърденията, които да бъдат благонадеждни. |